# Europarade
De TROS Europarade was de eerste oorspronkelijke pan-Europese hitlijst die door de TROS werd uitgezonden en ook op de samenwerkende radiozenders in Europa werd uitgezonden. De lijst begon als een Top 30 en werd vanaf 8 april 1984 een Top 40 lijst (diverse landen kwamen er toen bij). De allereerste uitzending was op Hemelvaartsdag 27 mei 1976 op Hilversum 3 op donderdagmiddag tussen 16.00 en 18.00 uur. Door de komst van de TROS Top 50 op 1 juni 1978 werd dit tijdstip verlaten en werd de zondagmiddag (tussen 14.00 en 16.00 uur) als uitzenddag gebruikt. Ook op zaterdag via Hilversum 2 (tussen 16.00 en 18.00 uur) was de TROS Europarade in de herhaling te beluisteren. Vanaf donderdag 5 december 1985 was de TROS Europarade (in een overzicht) tussen 11.00 en 12.00 uur op vanaf dan Radio 3 te horen en werd uitgezonden tot en met donderdag 25 juni 1987.
De presentatie was in handen van Ferry Maat (vanaf 27 mei 1976 tot en met 31 maart 1979) en Ad Roland (vanaf 5 april 1979 t/m 25 juni 1987).
De TROS Europarade was een Europees samenwerkingsverband met radiozenders uit België/BRT Radio 2 (BRT Top 30), UK/BBC Radio 1 (UK Top 40), Frankrijk/RTL (RTL Top 50), Duitsland/Musik Informationen (Aktuelle 50), Spanje/Radio Madrid (Superventas 30), Italië/(Hit Parade Italia/RAI). Vanaf 8 april 1984 kwamen hier Ierland, Zwitserland, Denemarken en Luxemburg bij, waarbij de TROS Europarade werd uitgebreid naar een Top 40.  
Hugo van Gelderen, toenmalig TROS radio directeur en tevens dj van TROS Hilversum 3, is geestelijk vader van de TROS Europarade. Hij reisde twee maanden door Europa om met diverse radiostations te overleggen over de levering van gegevens voor de TROS Europarade.
Volgens een interview dat Ad Roland in 2018 gaf aan het internetplatform Spreekbuis luisterden er in de jaren dat de TROS Europarade op Hilversum 3 werd uitgezonden (27 mei 1976 t/m 28 november 1985) gemiddeld meer dan 3,2 miljoen luisteraars naar de Europese hitlijst op de befaamde TROS donderdag.